# Пла-д’Уржель
Пла-д’Уржель (исп. Pla de Urgel, кат. Pla d'Urgell) — район (комарка) в Испании, входит в провинцию Льейда в составе автономного сообщества Каталония.

## Муниципалитеты
1. Барбенс
2. Бель-льок-д’Уржель
3. Бельвис
4. Кастельноу-де-Сеана
5. Фондарелья
6. Гольмес
7. Иварс-д’Уржель
8. Линьола
9. Миралькамп
10. Мольерусса
11. Палау-д’Англесола
12. Поаль
13. Сидамон
14. Торрегросса
15. Виласана
16. Виланова-де-Бельпуч